# Could I Have This Kiss Forever
"Could I Have This Kiss Forever" là một bản song ca của nghệ sĩ thu âm người Mỹ Whitney Houston và nghệ sĩ thu âm người Tây Ban Nha Enrique Iglesias, được viết lời bởi Diane Warren. Nó xuất hiện lần đầu tiên trong album phòng thu tiếng Anh đầu tay của Iglesias, Enrique (1999), như là một bản ballad mang phong cách Latin chậm và được sản xuất bởi David Foster. Sau đó, bài hát đã được thu âm lại bởi đội sản xuất Metrophonic (bao gồm Mark Taylor và Brian Rawling) với giai điệu sôi động hơn, và được phát hành vào ngày 10 tháng 9 năm 2000 bởi Arista Records như là đĩa đơn đầu tiên trích từ album tổng hợp đầu tiên của Houston, Whitney: The Greatest Hits (2000), và là đĩa đơn thứ tư trích từ Enrique.
Sau khi phát hành, "Could I Have This Kiss Forever" nhận được những phản ứng trái chiều từ các nhà phê bình âm nhạc, trong đó họ đánh giá cao màn thể hiện của Houston trong bài hát, nhưng cũng vấp phải nhiều tranh cãi về quá trình sản xuất của nó và màn thể hiện của Iglesias. Tuy nhiên, nó đã gặt hái những thành công vượt trội về mặt thương mại, đứng đầu các bảng xếp hạng ở Hà Lan và Thụy Sĩ, và lọt vào top 10 ở hầu hết những thị trường nó xuất hiện, bao gồm vươn đến top 5 ở Bỉ (Wallonia), Đức, Tây Ban Nha và Thụy Điển. Tại Hoa Kỳ, bài hát chỉ gặt hái những thành công tương đối, nơi nó đạt vị trí thứ 52 trên bảng xếp hạng Billboard Hot 100.
Video ca nhạc cho "Could I Have This Kiss Forever" được dạo diễn bởi Francis Lawrence, trong đó Houston và Iglesias ở hai nơi khác nhau của một bữa tiệc, trước khi họ gặp nhau ở đoạn cuối video. Mặc dù gặt hái những thành công rực rỡ về mặt thương mại, bài hát chưa từng được biểu diễn trực tiếp bởi cả hai nghệ sĩ cùng nhau, mặc dù Iglesias từng trình diễn nó một vài lần trong các chuyến lưu diễn lưu diễn của anh. Ngoài ra, "Could I Have This Kiss Forever" cũng xuất hiện trong album tổng hợp của nam ca sĩ, Greatest Hits (2008).

## Bối cảnh và phát hành
Houston và Iglesias thực ra chưa từng gặp mặt trực tiếp trong quá trình thu âm lần đầu tiên, vì họ thu âm bài hát ở hai phòng thu tách biệt; Houston thu âm tại Hamburg, Đức và Iglesias thu âm tại Los Angeles, California. Hai người cuối cùng cũng gặp nhau trong phòng thu khi nó được thu âm lại để phát hành làm đĩa đơn bởi Metrophonic (nhóm sản xuất đứng sau thành công của những đĩa đơn trước của Iglesias, "Bailamos" và "Rhythm Divine"), và cho ra một phiên bản mid-tempo mới. Phiên bản mới được phát hành bởi hãng đĩa của Houston như là đĩa đơn đầu tiên ở Hoa Kỳ (thứ hai ở Vương quốc Anh) trích từ album tổng hợp đầu tiên của Houston, Whitney: The Greatest Hits (2000). Đối với Iglesias, bài hát được phát hành như là đĩa đơn thứ tư trích từ Enrique. Sau đó, "Could I Have This Kiss Forever" còn nằm trong album tổng hợp của anh, Greatest Hits, phát hành năm 2008.
"Tôi và Clive lúc đó đang bàn luận với nhau về nó vì tôi đã nghe bản thu nháp và rất thích nó... Và ông nói: "Tại sao anh không thu âm bài hát này với Whitney?". Vậy là chúng tôi cùng nhau thu âm, và điều này thật thú vị. Clive rất vui khi Whitney hát chung với tôi - Tôi thậm chí còn không phải là một nghệ sĩ của hãng Arista.", Iglesias giải thích.

## Tiếp nhận
Billboard viết rằng: "Từ đầu, việc song ca giữa ngôi sao evergreen pop/R&B Houston và hiện tượng nhạc Latin Iglesias đầy cảm xúc là một sự kết hợp kì lạ, đi xuyên qua phiên bản mid-tempo Tây Ban Nha đầy tiếng ghi-ta, phổ biến với tất cả mọi người và rõ ràng đã có phép màu xảy ra. Iglesias, dĩ nhiên, ở ngay tại nhà, hát rất tự nhiên và quyến rũ, trong khi phần trình diễn của Houston lại được giới hạn để miêu tả hoàn hảo một khoảnh khắc lãng mạn chỉ dành riêng cho rượu sâm-banh và nhảy múa." J. D. Considine của tờ The Baltimore Sun cảm thấy "Could I Have This Kiss Forever" là bài hát mà Whitney "rất cố gằng để bộc lộ cảm xúc cùng Enrique Iglesias". LA Weekly trong khi nhận xét về Whitney: The Greatest Hits đã bình luận rằng: "Iglesias thở dài theo từng câu hát, cố gắng để bộc lộ cảm xúc nhẹ nhàng thay vì ầm lên". Jim Farber của tờ New York Daily News nhận xét rằng bài hát "tạo nên một cách dùng tiêu cực của cơn sốt Latin đang tràn qua". Digital Spy khi đang đánh giá về album Greatest Hits của Iglesias đã viết rằng "Iglesias đã hát thực sự kinh khủng" và bài hát là "sai lầm tồi tệ nhất".
Vào năm 2012, bài hát được xếp ở vị trí số một trong danh sách "10 bài hát hay nhất của Whitney từng bị những đài phát thanh bỏ qua" của Idolator vì "ca khúc mid-tempo chậm này tràn ngập xúc cảm, nhờ Iglesias và bản phối lại bị-giới-hạn-nhưng-hiệu-quả của đội ngũ sản xuất Metro.

## Video ca nhạc
Video ca nhạc cho "Could I Have This Kiss Forever" được dạo diễn bởi Francis Lawrence. Entertainment Tonight ra mắt video trên toàn cầu vào ngày 22 tháng 6 năm 2000.

## Diễn biến trên các bảng xếp hạng
"Could I Have This Kiss Forever" đã gặt hái những thành công đáng kể trên toàn cầu, đạt vị trí số một ở Hà Lan và Thụy Sĩ. Bài hát cũng đồng thời lọt vào top 10 tại nhiều quốc gia khác, và nhận được chứng nhận Vàng ở Úc, Đức và Thụy Sĩ. Tuy vậy, nó chỉ gặt hái những thành công tương đối ở Hoa Kỳ, đạt vị trí thứ 52 trong bảng xếp hạng Billboard Hot 100. Đây cũng là bản hit cuối cùng của Houston nằm trong top 10 ở Đức. Tại Phần Lan, bài hát nằm trong bảng xếp hạng trong hai tuần, đạt vị trí cao nhất ở vị trí thứ 17. Tại Thụy Điển, bài hát đạt vị trí thứ hai và nằm trong bảng xếp hạng trong 19 tuần. Nó cũng được chứng nhận đĩa Bạch kim bởi Hiệp hội Công nghiệp ghi âm Thụy Điển (GLF). Tại Ireland, bài hát đạt hạng tám và nằm trong bảng xếp hạng trong bảy tuần. Tại Áo, bài hát xếp thứ 8 và có 20 tuần xuất hiện trên bảng xếp hạng. Tính đến năm 2012, "Could I Have This Kiss Forever" đã bán được 140.000 bản ở Vương quốc Anh.

## Thứ tự bài hát và định dạng
| Đĩa đơn CD | Đĩa đơn CD                                   | Đĩa đơn CD |
| STT        | Nhan đề                                      | Thời lượng |
| ---------- | -------------------------------------------- | ---------- |
| 1.         | "Could I Have This Kiss Forever" (Metro Mix) | 3:55       |
| 2.         | "Could I Have This Kiss Forever" (bản gốc)   | 4:21       |
| 3.         | "Could I Have This Kiss Forever" (đoạn hook) | 0:10       |

| Đĩa đơn maxi tại Úc | Đĩa đơn maxi tại Úc                          | Đĩa đơn maxi tại Úc |
| STT                 | Nhan đề                                      | Thời lượng          |
| ------------------- | -------------------------------------------- | ------------------- |
| 1.                  | "Could I Have This Kiss Forever" (Metro Mix) | 3:55                |
| 2.                  | "I'm Your Baby Tonight" (Dronez Mix)         | 5:03                |
| 3.                  | "I'm Every Woman" (Clivillés & Cole Mix)     | 4:31                |
| 4.                  | "Queen Of The Night" (CJ Mackintosh Mix)     | 5:19                |

| Đĩa đơn maxi tại Canada | Đĩa đơn maxi tại Canada                                                           | Đĩa đơn maxi tại Canada |
| STT                     | Nhan đề                                                                           | Thời lượng              |
| ----------------------- | --------------------------------------------------------------------------------- | ----------------------- |
| 1.                      | "Could I Have This Kiss Forever" (Metro Radio Mix)                                | 3:55                    |
| 2.                      | "Could I Have This Kiss Forever" (bản gốc)                                        | 4:21                    |
| 3.                      | "Love Will Save The Day" (Jellybean & David Morales 1987 Classic Underground Mix) | 7:30                    |

| Đĩa đơn CD tại châu Âu | Đĩa đơn CD tại châu Âu                       | Đĩa đơn CD tại châu Âu |
| STT                    | Nhan đề                                      | Thời lượng             |
| ---------------------- | -------------------------------------------- | ---------------------- |
| 1.                     | "Could I Have This Kiss Forever" (Metro Mix) | 3:55                   |
| 2.                     | "Could I Have This Kiss Forever" (bản gốc)   | 4:21                   |

| Đĩa đơn maxi tại châu Âu | Đĩa đơn maxi tại châu Âu                                         | Đĩa đơn maxi tại châu Âu |
| STT                      | Nhan đề                                                          | Thời lượng               |
| ------------------------ | ---------------------------------------------------------------- | ------------------------ |
| 1.                       | "Could I Have This Kiss Forever" (Metro Mix)                     | 3:55                     |
| 2.                       | "Could I Have This Kiss Forever" (bản gốc)                       | 4:21                     |
| 3.                       | "Could I Have This Kiss Forever" (Tin Tin Out Mix)               | 4:04                     |
| 4.                       | "Could I Have This Kiss Forever" (Tin Tin Out Remix) (chỉnh sửa) | 3:38                     |
| 5.                       | "If I Told You That" (Johnny Douglas Mix)                        | 4:48                     |
| 6.                       | "I'm Every Woman" (Clivilles & Cole Mix)                         | 4:31                     |

| Đĩa than | Đĩa than                                                       | Đĩa than   |
| STT      | Nhan đề                                                        | Thời lượng |
| -------- | -------------------------------------------------------------- | ---------- |
| 1.       | "Could I Have This Kiss Forever" (Metro Mix)                   | 3:55       |
| 2.       | "Could I Have This Kiss Forever" (Tin Tin Out Mix) (chỉnh sửa) | 3:38       |
| 3.       | "Could I Have This Kiss Forever" (bản gốc)                     | 4:21       |
| 4.       | "Could I Have This Kiss Forever" (Tin Tin Out Mix)             | 4:02       |
| 5.       | "If I Told You That" (Johnny Douglas Mix)                      | 4:48       |

## Xếp hạng
| Bảng xếp hạng (2000)                  | Vị trí cao nhất |
| ------------------------------------- | --------------- |
| Úc (ARIA)                             | 12              |
| Áo (Ö3 Austria Top 40)                | 8               |
| Bỉ (Ultratop 50 Flanders)             | 8               |
| Bỉ (Ultratop 50 Wallonia)             | 5               |
| Canada (Canadian Singles Chart)       | 3               |
| Canada (RPM)                          | 8               |
| Canada Adult Contemporary (RPM)       | 11              |
| Châu Âu (European Hot 100 Singles)    | 1               |
| Phần Lan (Suomen virallinen lista)    | 17              |
| Pháp (SNEP)                           | 16              |
| Đức (Official German Charts)          | 5               |
| Ireland (IRMA)                        | 8               |
| Ý (FIMI)                              | 6               |
| Hà Lan (Dutch Top 40)                 | 1               |
| Hà Lan (Single Top 100)               | 2               |
| New Zealand (Recorded Music NZ)       | 7               |
| Na Uy (VG-lista)                      | 7               |
| Tây Ban Nha (AFYVE)                   | 4               |
| Thụy Điển (Sverigetopplistan)         | 2               |
| Thụy Sĩ (Schweizer Hitparade)         | 1               |
| Anh Quốc (OCC)                        | 7               |
| Hoa Kỳ Billboard Hot 100              | 52              |
| Hoa Kỳ Pop Airplay (Billboard)        | 34              |
| Hoa Kỳ Adult Contemporary (Billboard) | 10              |

| Bảng xếp hạng (2000)                 | Vị trí |
| ------------------------------------ | ------ |
| Australia (ARIA)                     | 63     |
| Belgium (Ultratop 50 Flanders)       | 52     |
| Belgium (Ultratop 40 Wallonia)       | 38     |
| Denmark (Tracklisten)                | 43     |
| Europe (European Hot 100 Singles)    | 31     |
| France (SNEP)                        | 70     |
| Germany (Official German Charts)     | 36     |
| Italy (Hit Parade)                   | 39     |
| Japan (Tokyo Hot 100)                | 94     |
| Netherlands (Dutch Top 40)           | 23     |
| Netherlands (Single Top 100)         | 22     |
| Sweden (Sverigetopplistan)           | 24     |
| Switzerland (Schweizer Hitparade)    | 13     |
| UK Singles (Official Charts Company) | 124    |
| US Adult Contemporary (Billboard)    | 20     |

## Chứng nhận
| Quốc gia                                                                           | Chứng nhận | Số đơn vị/doanh số chứng nhận |
| ---------------------------------------------------------------------------------- | ---------- | ----------------------------- |
| Úc (ARIA)                                                                          | Vàng       | 35.000^                       |
| Bỉ (BEA)                                                                           | Vàng       | 25.000*                       |
| Pháp (SNEP)                                                                        | Bạc        | 125.000*                      |
| Đức (BVMI)                                                                         | Vàng       | 250.000^                      |
| New Zealand (RMNZ)                                                                 | Vàng       | 5.000*                        |
| Thụy Điển (GLF)                                                                    | Bạch kim   | 30.000^                       |
| Thụy Sĩ (IFPI)                                                                     | Vàng       | 25.000^                       |
| * Chứng nhận dựa theo doanh số tiêu thụ. ^ Chứng nhận dựa theo doanh số nhập hàng. |            |                               |